# Rogal (województwo wielkopolskie)
Rogal – wieś w Polsce położona w województwie wielkopolskim, w powiecie kaliskim, w gminie Koźminek.
Pod koniec XIX wieku był kolonią i liczył, według Słownika Geograficznego Królestwa Polskiego 77 mieszkańców.
W latach 1975–1998 miejscowość administracyjnie należała do województwa kaliskiego.